# Imerys
Imerys S.A. er et fransk multinational mineselskab, der udvinder og forarbejder klipper og mineraler til brug i fremstillingsindustri- og bygge- og anlægsvirksomhed. De er tilstede i 40 lande og har over 16.000 ansatte.
Virksomheden blev etableret i 1880, da Rothschild-familien sammenlagde nogle af deres metal- og mineinteresser i det spanske selskab Peñarroya.